# Jacky Chazalon
Jacqueline Chazalon, dite Jacky Chazalon, née le 24 mars 1945 à Alès, est une ancienne joueuse de basket-ball française.
Elle est considérée comme la meilleure basketteuse française du XXe siècle.

## Biographie
Après avoir évolué dans le club de l'AS Montferrand, elle fait partie des joueuses qui suivent leur entraîneur Édith Tavert, radiée pour avoir manqué une rencontre de son équipe en 1964, au club voisin du Clermont UC (CUC). Ceci est un véritable risque pour une jeune joueuse obligée d'évoluer dans les échelons inférieurs le temps d'atteindre la Nationale. Durant cette période, le club organise des rencontres face à de grands clubs européens pour conserver le niveau de ses joueuses.
Après une finale perdue lors de la première saison parmi l'élite, le club devient rapidement le club dominant en France, enchaînant les titres de champion de France. Le CUC devient également l'un des plus grands clubs européens : ils se disputent, avec le club tchèque du BLC Sparta Prague, l'honneur d'affronter les Soviétiques de Daugava Riga en finale de la Coupe des champions. Elle perd en finale en 1971, 1973 et 1974.  
En 1975, Chazalon pense un temps à terminer sa carrière mais le boycott du club soviétique de la coupe d'Europe de 1975-1976 la convainc de tenter cette chance unique de devenir championne d'Europe. Les « Demoiselles de Clermont » retrouvent en finale le club du Sparta Prague qui, après une victoire 58 à 55 lors du match aller disputé à Clermont, remporte le titre européen.
En équipe de France, avec laquelle débute en 1963, elle participe à six championnats d'Europe. Lors du championnat d'Europe de 1970, elle termine troisième marqueuse de la compétition avec 20,4 points de moyenne. Cette compétition se termine par une finale face à l'URSS, perdue sur le score de 94 à 33. Après un championnat d'Europe de 1974 manqué pour cause de désaccord avec le staff technique, elle retrouve l'équipe de France pour une dernière compétition, le championnat d'Europe de 1976 disputé en France à Clermont. La France termine quatrième, Chazalon terminant pour sa part à la deuxième place des marqueuses avec 15,5 points de moyenne. Après cette compétition, Jacky Chazalon quitte le CUC et met fin à sa carrière de joueuse.

## Caractéristique technique
Considérée à son époque comme l'une des meilleures joueuses au monde, elle a ainsi été sélectionnée en Équipe d'Europe en 1976. 
Elle observe énormément le basket-ball masculin pour améliorer sa technique. Alain Gilles, grand personnage de basket-ball français, et cousin éloigné, figure au nombre de ses modèles.

## Carrière professionnelle
Après sa carrière sportive, elle est restée proche du monde du basket-ball. Elle est ainsi la première à créer des « Camps Basket », concept qu'elle a découvert aux États-Unis. Même si cette idée a surpris à l'époque, sa renommée a apporté la crédibilité nécessaire au projet qui prit de l'importance et se développa pour devenir une évidence de nos jours où de nombreux camps ou stage de basket-ball existent en France.

## Distinctions personnelles
En 1999, elle a été élue meilleure basketteuse française du siècle devant Isabelle Fijalkowski et Odile Santaniello.
En juin 2004, la Fédération française de basket-ball a décidé de créer une Académie du basket-ball français, destinée à honorer les plus grands contributeurs de basket-ball français. Chazalon fait partie de la première promotion, limitée pour cette année à des joueurs. Les autres élus sont Roger Antoine, Christian Baltzer, Jean-Paul Beugnot, André Buffière, Maxime Dorigo, Hervé Dubuisson et Alain Gilles.
En 2003, elle a été nommée « Gloire du sport français » .
Elle est également présidente de l'Amicale des Internationaux de Basket.
En 2009, elle est introduite au FIBA Hall of Fame. Parmi les autres élus de 2009 figurant Oscar Robertson et l'ancien entraîneur du Real Madrid Pedro Ferrándiz.
En 2023, elle fait partie des candidates retenues pour intégrer le Basketball Hall of Fame.

## Club
- 1960-1961 :  JS Alès
- 1961-1962 :  Alès BC
- 1962-1963 :  Valence BC
- 1963-1964 :  AS Montferrand
- 1964-1976 :  Clermont UC

## Palmarès

### Club
- Championne de France (9 fois de 1968 à 1976)
- Vice-Championne d'Europe en 1971, 1973, 1974 et 1976

### Championnat du monde
- Championnat du monde 1971 : 6e

### Championnat d’Europe
- Championnat d'Europe 1964 : 10e
- Championnat d'Europe 1966 : 11e
- Championnat d'Europe 1968 : 11e
- Championnat d'Europe 1970 :  2e
- Championnat d'Europe 1972 : 4e
- Championnat d'Europe 1976 : 4e

### Autres
- Sélectionnée en Équipe d’Europe en 1976
- Équipe de France : 189 sélections de 1963 à 1976
- Première sélection : 1er décembre 1963 contre la Suisse (à Strasbourg, France)
- Dernière sélection : 20 juin 1976 contre le Mexique (à Hamilton, Canada)